# Mars Attacks
Mars Attacks es una serie de cartas coleccionables o cromos de ciencia ficción publicada en 1962 por Topps. Los cromos cuentan con ilustraciones de los artistas de ciencia ficción Wally Wood y Norman Saunders.
Los cromos forman un arco argumental que narra la invasión de la Tierra por marcianos crueles y horribles bajo el mando de un gobierno marciano corrupto que oculta a la población marciana que Marte está condenado a explotar y, por tanto, propone la colonización de la Tierra para convertirla en su nuevo mundo. Los cromos muestran escenas de batallas futuristas y extraños métodos de ataque, tortura y matanza de humanos por parte de los marcianos, así como el ataque a varias naciones de la Tierra. La historia concluye con una fuerza expedicionaria de humanos que se ofrece voluntaria para embarcarse en un contraataque en Marte, en el que la fuerza terrestre ataca a los marcianos a su manera (bayoneta y balas). Esto obliga a los marcianos que aún permanecen en Marte a defender su mundo. Las fuerzas de ataque de la Tierra, tras destruir las ciudades marcianas y matar a los marcianos, parten justo antes de que Marte sea destruido en el cataclismo previsto, garantizando así la paz y la seguridad de la Tierra mientras la raza marciana parece condenada a la extinción.
Los cromos fueron muy populares entre los niños, pero las representaciones de contenido sexual explícito y sangriento provocaron protestas, lo que llevó a la empresa a detener la producción. Desde entonces, los cromos se han convertido en objetos de coleccionista, y algunos de ellos superan los 3.500 dólares en subasta.
En la década de 1980, Topps comenzó a desarrollar productos basados en la historia de Mars Attacks, incluidos libros de minicómics y reimpresiones de cromos. En 1994, Topps publicó una serie ampliada de 100 cromos llamada Mars Attacks Archives, que dio lugar a una segunda serie de productos. En 1996, el director Tim Burton estrenó una película basada en la serie titulada Mars Attacks!, que dio lugar a una tercera ronda de merchandising, incluido un crossover interempresarial con el universo Image, titulado Mars Attacks Image y publicado por Image Comics. En 2012, Topps lanzó una serie ampliada de 75 cromos por el 50 aniversario llamada Mars Attacks Heritage, que dio lugar a una cuarta ronda de merchandising que continuó en 2017 con el lanzamiento de una serie secuela oficial, Mars Attacks: The Revenge!

## Cromos
La serie de cromos Mars Attacks fue creada por Topps en 1962. El desarrollador de productos Len Brown, inspirado por la portada de Wally Wood para Weird Science #16 de EC Comics, propuso la idea a Woody Gelman. Gelman y Brown crearon la historia (con Brown escribiendo el texto) y realizaron bocetos. Encargaron a Wood que diera cuerpo a los bocetos y a Bob Powell que los terminara. Norman Saunders pintó la mayor parte de las 55 cromos (Maurice Blumenfeld pintó entre el 10 y el 20%, pero Saunders dio los últimos retoques a todas las imágenes).
Los cromos, que se vendían a cinco céntimos el paquete de cinco, fueron comercializados por Topps a través de la empresa ficticia Bubbles, Inc. con el nombre de Attack from Space. Las ventas fueron suficientes para ampliar la comercialización y se cambió el nombre a Mars Attacks. Los cromos provocaron la indignación de los padres y de la comunidad por su violencia gráfica y su sexualidad implícita. Topps respondió inicialmente repintando 13 de los 55 cromos para reducir el morbo y la sexualidad. Sin embargo, las preguntas de un fiscal del distrito de Connecticut hicieron que Topps suspendiera la producción de la serie antes de que se pudieran imprimir los nuevos.

## Adaptaciones y comercialización

### Década de los 80s y 90s
En 1984, salió a la venta el primer artículo oficial desde la aparición de la serie original: una copia directa de la serie original de 55 cromos, más un cromo 56 que reimprimía los gráficos del envoltorio, fue lanzada por Renata Galasso Inc. mediante un acuerdo con Topps.
En 1994, Topps reeditó los cromos como Mars Attacks Archives ampliado, con las 55 cromos originales y 45 cromos New Visions. Los nuevos cromos se dividen a su vez en:
- Un cromo #0
- Tres subconjuntos:
  - The Unpublished 11 (con 11 cromos)
  - Mars Attacks: The Comics (con 10 cromos)
  - Visions: New and Original (también conocido como New Visions, con 22 cromos)
- Un cromo llamado Norm Saunders: A Self-Portrait.

En los nuevos cromos colaboraron 21 artistas, entre ellos Zina Saunders, hija del artista original Norman Saunders. Topps Comics, junto con los cromos, publicó una miniserie de cómics de cinco números basada en los 55 cromos originales, escrita por Keith Giffen y dibujada por Charles Adlard. Topps Comics continuó la historia en una serie que duró siete números, un especial y tres miniseries más. La revista Wizard y Topps Comics también publicaron un número #1/2 y un número Ace Edition (#65).
En 1995, un año después de la serie Archives, Screamin' Productions y Topps lanzaron un conjunto de ocho maquetas de vinilo de Mars Attacks con una serie de ocho nuevos cromos, cada uno de ellos dentro de uno de los kits. Los artículos adicionales que podían adquirirse enviando los certificados de compra de los ocho kits eran dos nuevos cromos adicionales casi idénticos (un cromo de gran tamaño con el logotipo de Mars Attacks en la parte superior y un cromo de tamaño normal sin él) y un noveno kit de maquetas de vinilo de edición limitada.
En 1996, Warner Bros. estrenó la adaptación cinematográfica de Tim Burton Mars Attacks! Al mismo tiempo, se publicaron dos novelas de tapa dura: Mars Attacks: Martian Deathtrap de Nathan Archer; y Mars Attacks: War Dogs of the Golden Horde, de Ray W. Murrill. Cada una de ellas contenía dos nuevos cromos en el interior de cada libro; sin embargo, las ediciones de bolsillo no tenían los cromos en su interior. También se publicó una novela de bolsillo sobre la película, escrita por el guionista de la misma, además de dos crossovers de cómics con Image Comics que continuaban la serie de Topps Comics, titulados Mars Attacks the Savage Dragon y Mars Attacks Image, en los que los marcianos luchaban contra el superhéroe de Image Comics Savage Dragon y los marcianos contra otros personajes del Universo Image. Trendmasters también produjo una serie de figuras de juguete basadas en la película.

### 2000 en adelante
En 2012, para conmemorar el 50.º aniversario de la franquicia, Topps se asoció con diversas empresas para crear cómics (a través de IDW Publishing), muñecos y figuras de vinilo (Funko POP!), figuras de acción y peluches (Mezco Toyz), disfraces (Incogneato), estatuas y bustos (Quarantine Studio), pieles para aparatos electrónicos (Gelaskins) y un libro conmemorativo de tapa dura y un calendario de pared de 2013, ambos con conjuntos casi idénticos de cuatro nuevos cromos (con la única diferencia de que los cromos del libro tenían bordes blancos en el anverso y los del calendario tenían bordes verdes) (Abrams Books). Topps también reeditó de nuevo la serie original de 55 cromos como Mars Attacks Heritage ampliada, incluyendo dos subconjuntos:
- Escenas eliminadas (con 10 cromos)
- Guía del nuevo universo (con 15 cromos)

En 2013, Topps publicó Mars Attacks: Invasion, una nueva serie de 95 cromos con una nueva historia, Mars Attacks: Invasion (cromos #1-58, más un cromo promocional #0 de la San Diego Comic-Con de 2013), con nuevos cromos con ilustraciones divididas en Mars Invades IDW (cromos #59-77 y #91-92) y Art of Mars Attacks (cromos #78-90 y #93-95) e incluyendo cuatro nuevos subconjuntos:
- Mars Attacks: Early Missions (con 6 cromos)
- Mars Attacks Masterpieces (con 5 cromos)
- Join the Fight! (con 4 cromos)
- Anatomy of a Martian (con 6 cromos).

Esta fue la última serie de cromos de Mars Attacks que se vendió en tiendas a partir de esa fecha; desde entonces, todas las demás series se venden por internet.
Una segunda serie de cromos fue financiada por Topps en Kickstarter en 2015 y lanzada en 2016. Mars Attacks: Occupation (cromos #1-45) con nuevas ilustraciones divididas en Art of Mars Attacks (cromos #46-63), Factions (cromos #64-72), Occupation Profiles (cromos #73-78) y The Kickstarter Video (cromos #79-81), todos parte de la serie reiniciada de 81 cromos coleccionables que retomaba la historia donde la había dejado Mars Attacks: Invasion e incluía seis nuevos subconjuntos:
- Mars Attacks Superstars (con 9 cromos)
- Mars Attacks: Then and Now! (con 9 cromos)
- Mars Attacks All-Star Art (con 9 cromos)
- Dinosaurs Attack! vs. Mars Attacks (con 9 cromos; también disponible como colección de cromos holográficos)
- Attacky Packages (subserie híbrida entre Mars Attacks y Wacky Packages con 13 cromos; los 3 últimos titulados Attacky Packages Old School y también disponible como colección de cromos holográficos)
- Mars Attacks/Judge Dredd (con 18 cromos)

En 2017, para conmemorar el 55 aniversario de la franquicia, Topps lanzó una serie secuela oficial de la serie original de 55 cromos de 1962 llamada Mars Attacks: The Revenge!, que tiene lugar cinco años después de los acontecimientos de la serie original y narra una segunda invasión de la Tierra por parte de los marcianos supervivientes que estaban fuera del mundo y en la Tierra durante la destrucción de Marte. Contenía 110 cromos: la historia propiamente dicha (cromos #1-55) y dibujos a lápiz para los cromos de la historia (cromos #P-1-P-55). Se vendió como una caja completa que contenía únicamente 110 cromos sin envoltorio. No se hicieron subseries de esta serie.
Una tercera serie de cromos, Mars Attacks: Uprising, también incluye una tercera serie de 92 cromos que retoman la historia de Mars Attacks: Occupation: Mars Attacks: Uprising (cromos #1-42 más un cromo #0 etiquetado como Kickstarter Backer). Esta incluía cuatro nuevos subconjuntos:
- Mars & Dinosaurs Attack (con 9 cromos más un décimo cromo etiquetado como "X")
- Mars Motors (con 18 cromos y seis cromos adhesivos, todos realizados como homenaje a las diversas series de cromos Odd Rods de los años 70 realizados por la compañía rival Donruss)
- Monsters from Mars Attacks (con 9 cromos, todos en homenaje a una serie clásica de cromos de Topps de 1964 titulada Monsters from Outer Limits)
- Garbage Pail Kids / Mars Attacks (con 9 cromos)

Además, reediciones de dos subseries de los dos reinicios anteriores (Mars Attacks: Early Missions de Invasion y Dinosaurs Attack! vs. Mars Attacks de Occupation) fue financiada y lanzada por Topps y Kickstarter en 2021.